# Аконитин
Аконитин е силно токсичен алкалоид, произвеждан като вторичен метаболит от растенията от род Aconitum. Представлява невротоксин, отговорен за отварянето на тетродотоксин-зависими натриеви канали в сърдечната мускулатура и други тъкани.
Общата химическа формула е C34H47NO11. Разтворим е в неполярни органични разтворители като хлороформ и бензен, притежава слаба разтворимост в алкохоли и етери и е практически неразтворим във вода. Интравенозната доза, която причинява 50% смъртност при мишки (LD50) е 0,12 mg/kg, а приеман през устата при плъхове същия показател е 5,97 mg/kg.
Аконитинът се съдържа в плодовете и корените на растения от род Aconitum, наброяващ около 250 представители. Видът в който оригинално е описан – Aconitum napellus L се използва за получаване на алкалоида. Аконитинът и производните му намират приложение в медицината.